# Ñamandú
Ñamandú —vocablo de la lengua guaraní que designa «el primero», «el origen» o «el principio primordial»— es la entidad cosmogónica suprema en el corpus teogónico de la mitología guaraní. Se le concibe como una entidad metafísica de carácter trascendente, inmanente e inmutable, investida de los atributos de la invisibilidad, la eternidad, la omnipresencia y la omnipotencia. Reside en la Morada Eterna (Yvága), ámbito supracósmico donde habitan los seres arquetípicos de la creación. En el sistema dual de oposición ontológica propio de esta tradición, su contrapartida antagónica es Añá, manifestación del principio del mal.
El acervo mitológico, transmitido por vía oral entre los mbyá guaraníes —especialmente los asentados en la región del Guairá, en el actual Paraguay—, fue recopilado, traducido y sistematizado desde una perspectiva etnolingüística y antropológica por el investigador paraguayo León Cadogan en su obra Ayvu rapyta, considerada uno de los tratados fundamentales sobre la cosmovisión guaranítica.

## Designaciones subsidiarias
A la suprema entidad teogónica conocida como Ñamandú —también venerada bajo los apelativos de Ñanderuvusu, Ñanderurusu, Ñanderuguasu (esto es, «Nuestro Padre Grande») y Ñanderu pa-patenonde (esto es, «Nuestro gran padre último-primero»)— se le tributan diversas nominaciones reverenciales, todas ellas enmarcadas en una gramática de sacralidad filial, propia de la teonimia guaranítica.

## Teogonía
La génesis de Ñamandú no se articula a través de una creación exógena, sino por vía de autogénesis, siguiendo la lógica estructural del reino vegetal, paradigma cosmogónico recurrente en la tradición mbyá. Así, la deidad se autoengendra desde sus raíces —denominadas «las divinas plantas de sus pies»—, erigiendo su corporalidad sacra mediante la expansión de sus ramas («brazos con manos florecidas») y culminando en la coronación simbólica de su copa («diadema de flores y plumas»), hasta elevarse en forma de árbol sagrado o axis mundi. En esta fase arquetípica, su corazón comienza a emanar un resplandor inextinguible, símbolo de su potencia generativa y conciencia primera.

## Cosmogonía
En el estadio primordial, cuando aún dominaban las tinieblas primigenias, Ñamandú irradia la luz fundacional desde el fulgor de su corazón, disolviendo la oscuridad abisal. De esta incandescencia original nace el Ayvu, la palabra creadora, principio generativo que será luego conferido a la humanidad como heredad ontológica para el advenimiento del lenguaje.
A continuación, el supremo demiurgo convoca a los demás entes divinos de jerarquía primaria: Ñanderu Py’a Guasu («Nuestro Padre de Corazón Grande», fuente de la palabra), Karai (señor de la llama y del fuego solar), Jakaira o Jaraira (genio de la neblina, del humo y del soplo visionario que inspira a los chamanes), y Tupã (regente de las aguas, de la lluvia y del trueno), junto a sus respectivas consortes.
La asamblea de los numinosos lleva a cabo la estructuración del cosmos: la creación de la Tierra primigenia (Yvy tenonde), el océano circundante, la alternancia del día y la noche, las especies animales y vegetales inaugurales, y finalmente, el ser humano, en tanto portador del Ayvu.

## Descendencia y transmisión solar
En el desenvolvimiento del ciclo mítico, Ñamandú modela a Ñande sy («Nuestra Madre») dentro de una vasija de barro sagrado. Al advertir que ésta ha concebido dos hijos —uno suyo y otro de Ñande ru mba’ekua (cocreador de rango superior)—, se retira de la morada celestial. Ñande sy, al intentar alcanzarlo, muere en la persecución; no obstante, logra engendrar dos vástagos gemelares, quienes son acogidos y custodiados por los yaguaretés, símbolo de fuerza telúrica.
Los mellizos reciben los nombres de Ñande ryke’y (el hermano mayor, hijo de Ñamandú) y Tyvra’i (el hermano menor, hijo de Ñande ru mba’ekua). Tras un extenso periplo heroico, logran acceder a la Morada Eterna, donde se reencuentran con su madre, revivificada por el poder restaurador de su esposo. Finalmente, el primogénito asume la regencia del Sol (Kuarahy) y el menor la soberanía sobre la Luna (Jasy), instituyendo así el ciclo diurno-nocturno y el orden celeste.